# 崇文総目
『崇文総目』（すうぶんそうもく）は、北宋の勅撰の漢籍目録であり、宋の宮廷の蔵書閣である崇文院の書目である。もと66巻あったといい、書物ごとに解題がつけられていた。後世には書名・著者・巻数のみからなる略本が伝わり、それに他の書物に見える解説を追加した本が行われている。
四部分類に従い、下位分類として45類にわけている。子部の末尾に道書・釈書を含めている。
なお、南宋でも『中興館閣書目』という同様の目録が作られたが、現存していない。

## 成立
宋の宮廷で書籍を集めた建物を崇文院と呼んだが、大中祥符8年（1015年）の火災で多くの書物を失った。
景祐元年（1034年）に仁宗は王堯臣・王洙・欧陽脩らに命じて、崇文院の書物を整理させ、唐の『群書四部録』（現存せず）にならって目録を作った。慶暦元年（1041年）に完成し、仁宗は『崇文総目』の名を与えた。

## 略本と輯逸
南宋年間に叙釈を除いた全1巻の略本が作られた。のちには略本のみが行われて、本来の形の『崇文総目』は滅んだ。さいわい欧陽脩が書いた各類の叙釈は『欧陽文忠公集』に載せる「崇文総目叙釈」に残っている。ほかに『文献通考』経籍考などに『崇文総目』からの引用が見える。
『四庫全書』は『永楽大典』に載せる略本をもとに諸本の引用を補って12巻とした。その後、銭侗・銭東垣・銭繹・金錫鬯・秦鑑らは天一閣抄本をもとに叙釈を輯佚して注釈を加えた『崇文総目輯釈』5巻を嘉慶4年（1799年）に出版した（『汗筠斎叢書』本）。1936年には陳漢章『崇文総目輯釈補正』4巻が出版された。

## 評価
鄭樵は『通志』において『崇文総目』を批判した。すでに分類によって何の書物であるかは明らかであるのに、書物ごとに解題があるのは無用であるとした。『四庫全書総目提要』は『通志』を批判している。
なお、道書と雑史の分類については『通志』は『崇文総目』を高く評価している。